# Perforce
Perforce は、商用のプロプライエタリなバージョン管理システムである。Christopher Seiwaldが1995年に創設した Perforce Software, Inc. が開発した。

## 概要
Perforceはクライアントサーバモデルに基づき、サーバがソースファイル群のバージョンを1つ以上のdepotsで管理する。サーバはLinux、UNIX、macOS、Windowsといったオペレーティングシステムで動作する。
2019年5月現在、Perforce Softwareによれば15000以上の企業や組織、40万人以上の開発者がPerforceを使っており、顧客としてはNVIDIAやセールスフォースが含まれる。また、Perforceはテレビゲーム業界でもよく使われており、ユービーアイソフトやスクウェア・エニックスが採用している。
クライアントのインタフェースは、グラフィカルなものとコマンドラインとがあり、各種オペレーティングシステムで動作する。また、各種統合開発環境（Eclipse、Visual Studio、Codewrightなど）やサードパーティーのアプリケーションへのプラグインもある。
システムのその他の機能として、ファイル更新をユーザーに通知する機能、分岐や統合、データベースのチェックポイント、バグ管理システムとの連携などがある。

## 長所
- 高速である。特にsync操作が高速である。
- 分岐と統合はCVSやSubversionよりも柔軟だが、システム構成の異なるGitやBitKeeperほどではない。
- インストールやサーバの運用が単純。
- 大規模構成が可能である。2016年には935TBのリポジトリを使った運用事例が報告されている[6]。

## 短所
- データは暗号化されない。サードパーティー製品（SSH tunnelやVPN）を使えば暗号化可能。
- 高価である。ユーザー毎のライセンスとなっている[7]。